# Marasmius pusio
Marasmius pusio är en svampart som beskrevs av Berk. & M.A. Curtis 1853. Marasmius pusio ingår i släktet Marasmius och familjen Marasmiaceae.   Inga underarter finns listade i Catalogue of Life.